# Französische Filmtage Leipzig/Halle
Die Französische Filmtage Leipzig/Halle sind ein einwöchiges Festival des französischen Films in Leipzig und Halle (Saale), das seit 1995 alljährlich stattfindet. Gezeigt werden ausschließlich französische Filme in Originalsprache, zumeist mit Untertiteln. Unterstützt und beraten wird das Festival vom Institut Français Leipzig. 2005 besuchten 11.000 Besucher die Vorstellungen in fünf Kinos.

## Geschichte
Der Initiator der Französischen Filmtage war Stefan Paul, der das Kino im Grassimuseum betrieb und Leiter des Arsenal Filmverleihs und der Passage Kinos in Leipzig war. Von 1999 bis 2004 wurde das Festival von der Agentur cut-FilmPresse & MovieEvents organisiert, seitdem durch die Projektgruppe „Französische Filmtage Leipzig/Halle“.
Nachdem die Nachfrage nach diesem Programmangebot bald die Kapazität des Grassi-Kinos überschritt, konnten weitere Kinos zur Teilnahme gewonnen werden, zunächst die NaTo und die Schaubühne Lindenfels. 1999 wurde das Festival auf den Großraum Halle-Leipzig erweitert, mit dem Programmkino 188 wurde erstmals auch eine Spielstätte in Halle einbezogen, 2000 und 2002 kamen zwei weitere dazu. Hauptaustragungsort sind nach der Schließung des Grassi-Kinos die Passage Kinos.